# Dodo Chaplet
Dorothea „Dodo” Chaplet – postać fikcyjna związana z brytyjskim serialem science-fiction pt. Doktor Who, w którą wcieliła się Jackie Lane.
Dodo była towarzyszką pierwszego Doktora. Postać ta występowała w serialu w 1966 roku, w łącznie 19 odcinkach, składających się na 6 historii. Tylko 3 historie z jej udziałem są w pełni zachowane w archiwach BBC (The Ark, The Gunfighters oraz The War Machines).
Postać nie została uznana przez twórców za sukces, dlatego postanowiono nie przedłużać kontraktu z Lane na dwa ostatnie odcinki historii The War Machines. W zastępstwie Dodo zostały napisane dwie nowe postacie: Polly (Anneke Wills) oraz Bena (Michael Craze), którzy bardziej wpasowywali się w ideę tzw. swingującego Londynu.

## Historia postaci

### Serial
Dodo pojawia się pod koniec historii The Massacre of St Bartholomew's Eve. Wówczas Doktor i Steven udają się do Paryża w 1572 roku, gdzie są świadkami prześladowania hugenockich mieszkańców miasta. Doktor zaprzyjaźnia się tam z młodą kobietą o poglądach hugenockich, Anną Chaplet, jednak ma świadomość, że nie może zapobiec nadchodzącej nocy św. Bartłomieja, kiedy to hugenoci (w tym Anne) mają zostać wymordowani. Doktor postanawia nie mieszać się w sytuację i pozostać w TARDIS razem ze Stevenem. Gdy Doktor i Steven podróżują do Londynu w latach 60., do TARDIS wchodzi młoda dziewczyna. Doktor i Steven są zaskoczeni, kiedy przedstawia się jako Dodo Chaplet i mówi, że jej dziadek był Francuzem. Tłumaczy również, że wzięła TARDIS za prawdziwą budkę policyjną. Doktor myśląc, że Dodo może być potomkiem Anne postanawia zabrać ją w podróż TARDIS.
Dodo w swojej podróży ma okazję m.in. poznać potomków ludzi i przynieść im przeziębienie, być w świecie „producenta niebiańskich zabawek”, być świadkiem strzelaniny w O.K. Corral, poznać planetę pełną dzikich plemion i cywilizacji, która osiągnęła najwyższy poziom rozwoju, oraz być zahipnotyzowaną przez rewolucyjny superkomputer o nazwie WOTAN. Dodo podróżowała z Doktorem i Stevenem do The Savages, a już w następnej historii poznała przyszłych towarzyszy Doktora, Polly oraz Bena.
W historii The War Machines zahipnotyzowana Dodo wyjeżdża na odpoczynek i nigdy więcej nie wraca. Zaprzyjaźniona z nią Polly wyjaśnia Doktorowi, że Dodo postanowiła zostać na stałe w XX wieku.

## Występy

### Telewizyjne
| Historia                             | Data premiery     | Data premiery     | Źródło            |
| Historia                             | Pierwszy odcinek  | Ostatni odcinek   | Źródło            |
| Sezon 3 (1965-66)                    | Sezon 3 (1965-66) | Sezon 3 (1965-66) | Sezon 3 (1965-66) |
| ------------------------------------ | ----------------- | ----------------- | ----------------- |
| The Massacre of St Bartholomew's Eve | 5 lutego 1966     | 26 lutego 1966    | [ 11 ] [ 5 ]      |
| The Ark                              | 2 marca 1966      | 26 marca 1966     | [ 12 ] [ 6 ]      |
| The Celestial Toymaker               | 2 kwietnia 1966   | 23 kwietnia 1966  | [ 13 ] [ 7 ]      |
| The Gunfighters                      | 30 kwietnia 1966  | 21 maja 1966      | [ 14 ] [ 8 ]      |
| The Savages                          | 28 maja 1966      | 18 czerwca 1966   | [ 15 ] [ 9 ]      |
| The War Machines                     | 25 czerwca 1966   | 16 lipca 1966     | [ 16 ] [ 10 ]     |